# Jason Hardy
Jason Paul Hardy (sinh ngày 14 tháng 12 năm 1969) là một cầu thủ bóng đá người Anh đã giải nghệ từng thi đấu ở vị trí hậu vệ. Ông khởi đầu sự nghiệp cùng với Burnley, có màn ra mắt trong thất bại 0–1 trước Aldershot ngày 21 tháng 3 năm 1987.